# Buscemi
Buscemi település Olaszországban, Siracusa megyében. Lakosainak száma 950 fő (2023. január 1.). Buscemi Buccheri, Cassaro, Ferla, Modica, Palazzolo Acreide és Giarratana községekkel határos.

## Népesség
A település népességének változása:
| Lakosok száma | 1035 | 1022 | 950  |
|               | 2017 | 2018 | 2023 |